# Colisión de trenes en Fairfield de 2013

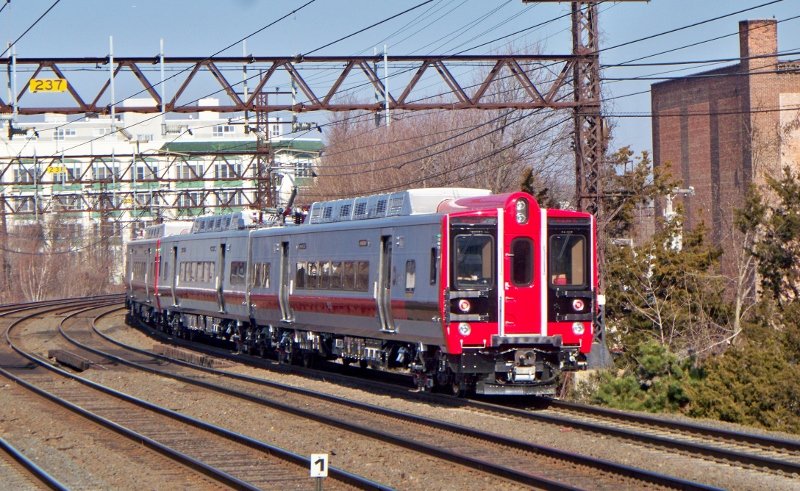

La colisión de trenes en Fairfield ocurrió el 17 de mayo de 2013, cuando un tren de pasajeros del ferrocarril Metro-North se descarriló cerca de la estación Fairfield Metro en Fairfield, Connecticut, Estados Unidos. El tren se descarriló en elevado hacia la línea adyacente y en la dirección opuesta del tren y luego chocó con él. Hubo al menos 72 heridos entre las 700 personas a bordo de los dos trenes.

## Accidente
A eso de las 18:10 hora local (22:10 UTC), un tren Metro-North Railroad con pasajeros de la Grand Central Terminal, Nueva York en Union Station, New Haven, Connecticut se descarriló cerca de la estación Fairfield Metro en Fairfield, Connecticut. El tren descarriló, 8 carros, se posó en la pista utilizada por los trenes que viajan en la dirección opuesta y fue atropellado por un tren que viajaba en esa pista. Los dos trenes implicados consistía en vagones Kawasaki M8, que entró el primero servicio en 2011 y todavía se está entregando en el momento del accidente. Había cerca de 700 personas en los dos trenes. El accidente bloqueó ambas pistas en uso - otros dos estaban fuera de servicio por mantenimiento - resultando en que Amtrak cancele su servicio de Corredor Noreste entre Nueva York y Boston, Massachusetts. Este fue el primer accidente grave en cualquiera de los sistemas de trenes de cercanías MTA en más de una década, y también es la primera participación de los vagones M8.